# Salomon Deyling

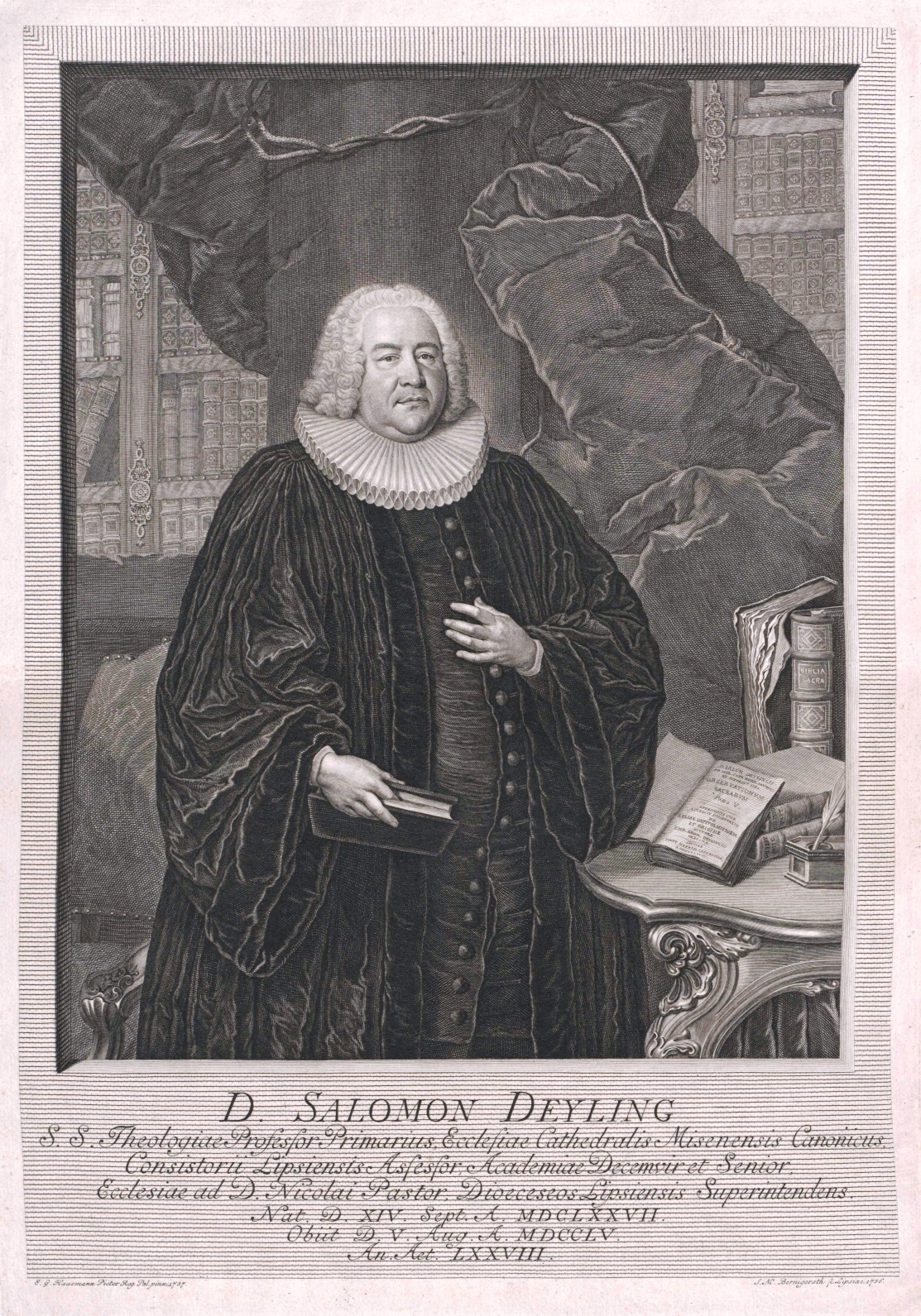
Salomon Deyling, Stich von J.M.Bernigeroth (1756) nach E.G.Hausmann (1737)

Salomon Deyling (* 14. September 1677 in Weida; † 5. August 1755 in Leipzig) war ein deutscher evangelisch-lutherischer Theologe.

## Leben
Geboren als Sohn des Bierbrauers und Färbers Johann Deyling (Theilig) und dessen Frau Maria, geb. Fuchs, besuchte er die Schule in Lengefeld und das Gymnasium in Zwickau. Er immatrikulierte sich 1697 an der Universität Wittenberg, erwarb sich dort 1699 den akademischen Grad eines Magisters an der philosophischen Fakultät und nahm vorübergehend eine Hauslehrerstelle in Schlesien an.
Zurückgekehrt nach Wittenberg, habilitierte er sich 1704 an der Akademie, trat 1705 in Plauen die Stelle eines Archidiakons an und wurde, nachdem er sich 1707 in Wittenberg den Grad eines Lizentiaten erworben hatte, 1708 Pastor und Superintendent in Pegau.
1710 promovierte er zum Doktor der Theologie in Wittenberg, wurde 1716 Generalsuperintendent und Präsens des Konsistoriums in Eisleben, übernahm 1720 in Leipzig die Pfarrstelle an St. Nikolai, wozu er 1721 als Superintendent von Leipzig eingeführt wurde und zunächst eine außerordentliche Professur an der Universität Leipzig übernahm, stieg im Folgejahr zum ordentlichen Professor auf und 1723 zum Domherrn in Zeitz. 1745 wurde er Zweiter Professor und Kanoniker in Meißen, sowie Senior der Meißnerischen Nation.

## Der Streit um die Philosophie Christian Wolffs
Die Auseinandersetzungen zwischen den Wolffianern und den Anti-Wolffianern zeugen von den unterschiedlichen Positionen zur Philosophie von Christian Wolff. Deyling und Heinrich Klausing bildeten dabei in Leipzig das »Zentrum der Phalanx der entschiedenen Gegner aller Tendenzen der neueren Philosophie«.

## Werkauswahl
- De fletu super Thammuz.
- Observationes sacrae. 1708, 1720, 1735.
- Institutiones prudentiae pastoralis ex geminis fortibus haustae et variis observationibus ac quaestionum enodationibus illustratae. 1734.
- Dissertatio de scripturae recte interpretandae ratione et fatis. Leipzig 1721.